# مدینه فاضل‌اوا
مدینه فاضل‌اوا (انگلیسی: Madina Fozilova؛ زادهٔ ۱ مهٔ ۱۹۹۶) بازیکن فوتبال است.
وی همچنین در تیم ملی فوتبال زنان تاجیکستان بازی کرده‌است.